# Krasnogvardejskij rajon (Oblast' di Belgorod)
Il Krasnogvardejskij rajon (in russo Красногвардейский район?) è un rajon dell'Oblast' di Belgorod, nella Russia europea; il capoluogo è Birjuč. Istituito nel 1928, ricopre una superficie di 1.762,6 chilometri quadrati.